# Cristina Junqueira

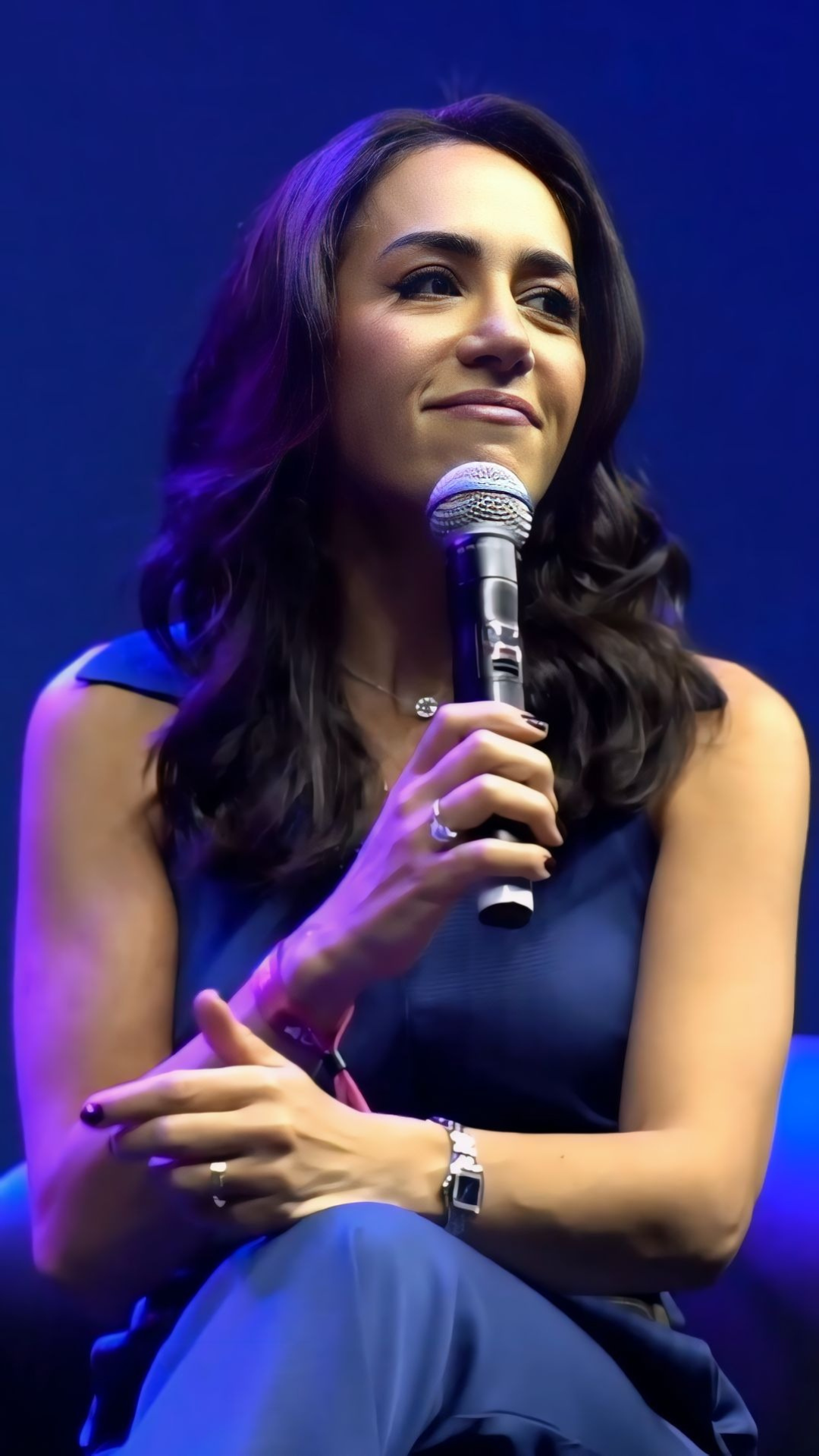
Cristina Junqueira no evento O Novo Mercado Ao Vivo

Cristina Helena Zingaretti Junqueira (Ribeirão Preto, 15 de setembro de 1982), é uma engenheira e empresária brasileira. É uma das fundadoras da fintech Nubank e atual CGO (Chief Growth Officer).
Em 2021, ela se tornou a segunda mulher mais rica do país, conforme ranking mundial da revista Forbes, atrás apenas de Luiza Trajano, dona da varejista Magazine Luiza.

## Biografia
Nascida em Ribeirão Preto–SP em 15 de setembro de 1982, Cristina se mudou ainda muito pequena para o Rio de Janeiro. Lá, estudou no colégio Santo Agostinho, localizada no bairro de Leblon.
A seguir mudou-se para São Paulo, onde se formou em engenharia de produção pela USP. Em 2003, ingressou no ramo da consultoria financeira, e após especializar-se em finanças e marketing pela Kellogg School of Management nos Estados Unidos, trabalhou em grandes instituições financeiras do país, nas quais adquiriu grande know-how dos meios de pagamento existentes.
Em 4 de junho de 2013, juntamente com David Vélez, fundou a fintech Nubank.
Apenas oito anos após o nascimento da startup, no final de 2021 a mesma foi avaliada em US$ 41,5 bilhões ou o equivalente a R$ 245,7 bilhões, considerado o banco mais valioso da América Latina.
A trajetória pessoal de Cristina Junqueira demonstra o muito significativo avanço da presença da mulher num mercado predominantemente masculino, especialmente o das finanças e fintechs.
Em junho de 2020, Cristina Junqueira protagonizou uma capa histórica da revista Forbes Brasil, aparecendo grávida, a apenas três dias do nascimento da sua terceira filha. A imagem teve grande repercussão e tornou-se símbolo de empoderamento feminino e conciliação entre maternidade e carreira executiva. A capa destacou Cristina como referência em liderança feminina no Brasil, ressaltando sua trajetória como cofundadora do Nubank e enfatizando a importância da diversidade e inclusão no ambiente corporativo. A repercussão positiva da imagem ampliou o debate sobre equidade de gênero e representação das mulheres no mercado de trabalho, especialmente em cargos de alta gestão.
Em 2024, Cristina foi reconhecida pelo Financial Times como uma das 25 mulheres mais influentes do ano, destacando sua trajetória desde sua formação em Engenharia de Produção pela Universidade de São Paulo até sua atuação em grandes instituições financeiras brasileiras. Sua visão inovadora levou-a a cofundar o Nubank em 2013, transformando o cenário financeiro brasileiro e promovendo a inclusão financeira no país.
Em 2025, Cristina foi destaque na primeira edição impressa da Fast Company México, compartilhando o crescimento do Nubank, que em pouco mais de uma década passou de zero a mais de 114 milhões de clientes, e destacando como é possível manter a essência empresarial mesmo diante de um crescimento acelerado.
No dia 10 de abril de 2025, Cristina lançou o seu podcast ''Vou Te Mandar Um Áudio'', o nome é inspirado no seu hábito de se comunicar com suas equipes através de áudios de WhatsApp. O podcast tem como foco parecer uma conversa informal, intimista, porém com um conteúdo de valor, os episódios tratam de temas como carreira, vida profissional, pessoal e familiar. Em seu lançamento alcançou #Top 2 entre os podcasts mais ouvidos do país no Spotify.
Hoje ela dedica boa parte de seu tempo para disseminar os conteúdos afirmativos de sua trajetória pessoal e profissional, de modo a também desafiar outro arquétipo (o modelo de postura) que um(a) presidente de uma grande companhia do mercado financeiro e de ações possui.

## Polêmica em entrevista
Durante entrevista ao programa Roda Viva, perguntada sobre a contratação de funcionários negros, Cristina respondeu que empresa não podia se “nivelar por baixo” para buscar diversidade na equipe. Apesar da fala controversa, Cristina recebeu muitas críticas, mas também muito apoio de diversos setores da sociedade. Ela depois se desculpou.